# Асетов, Алихан Асетович
Алихан Асетович Асетов (род. 26 августа 1996, Усть-Каменогорск) — казахстанский хоккеист, крайний нападающий. В настоящее время является игроком клуба КХЛ «Барыс» из города Астана.

## Биография
Алихан Асетов начал заниматься хоккеем в родном Усть-Каменогорске, в школе местного «Торпедо». В сезоне 2012/2013 дебютировал за юниорскую команду на уровне первенства России, по региону Сибирь-Дальний Восток, а также провёл один матч на уровне чемпионата Казахстана за взрослую команду «Казцинк-Торпедо-2», тем самым дебютировав на профессиональном уровне.
С 2013 года Алихан Асетов выступает в системе астанинского «Барыса». Сначала Асетов регулярно выступал за команду «Снежные Барсы» на уровне чемпионата МХЛ, позже стал привлекаться в команду «Номад», выступающей на уровне чемпионата Казахстана, а 10 октября 2015 года в домашнем матче «Барыса» против новосибирской «Сибири» состоялся его дебют и в КХЛ. В сезоне 2016/2017 в составе «Номада» Асетов стал чемпионом Казахстана. С 2018 года Алихан Асетов стал основным игроком «Барыса», лишь периодически для усиления вызываясь в фарм-клуб.
С начала сезона 23/24 является амбассадором титульного партнера КХЛ компании Fonbet в Казахстане.

## В сборной
Алихан Асетов прошёл всю вертикаль развития, начиная от юниорской, вплоть до попадания в состав основной сборной Казахстана. 
В 2017 году на домашней Универсиаде, проходившей в Алма-Ате, вместе со сборной завоевал серебряные медали соревнований. 
В 2021 году впервые принял участие в чемпионате мира, который проходил с 21 мая по 6 июня 2021 года в Латвии, и на этом турнире являлся капитаном национальной сборной Казахстана.
В 2023 году в стартовом матче на чемпионате мира, получил перелом правой руки и досрочно завершил выступление на турнире.

## Достижения
- Чемпион мира U-18 (дивизион 1 группа B) в 2013 году
- Бронзовый призёр чемпионата мира U-18 (дивизион 1 группа A) в 2014 году
- Чемпион мира U-20 (дивизион 1 группа B) в 2015 году
- Бронзовый призёр чемпионата мира U-20 (дивизион 1 группа A) в 2016 году
- Чемпион Казахстана-2017
- Серебряный призёр Универсиады-2017
- Бронзовый призёр чемпионата мира-2018 (дивизион 1 группа A)
- Чемпион мира-2019 (дивизион 1 группа A)